# Жан-Батист Луве де Кувре
Жан-Батист Луве де Кувре (фр. Jean-Baptiste Louvet de Couvray или de Couvrai; 12 червня 1760 року, Париж — 25 серпня 1797 року, Париж) — французький письменник, видатний діяч епохи французької революції.

## Біографія
Луве де Кувре походив з дворянського роду, що увійшов до складу буржуазії і був сином паперового фабриканта.
Під час Революції Луве де Кувре захищав інтереси жирондистів. Він видавав газету «La Sentinelle» («Вартовий»), випускав брошури та листівки, боровся з роялістами та якобінцями.
Був обраний в члени Національного конвенту від департаменту Луаріе. Під час процесу Людовика XVI голосував за страту короля за умови затвердження вироку на всенародному голосуванні.
Під час якобінської диктатури Луве де Кувре переховувався в провінції, в Сент-Емільйоні поблизу Бордо, у складі групи видатних жирондистів на чолі з колишнім президентом Конвенту Жеромом Петіоном. За місяць до дев'ятого термідора вони покинули притулок, відчуваючи, що вже не перебувають у безпеці; Луве вважав за краще відправитися до Парижу, і, незважаючи на надзвичайну ризикованість цього задуму, він виявився єдиним з сент-емільйонської групи, якому вдалося вижити (з інших п'ятьох троє потрапили на гільйотину, а двоє, в тому числі Петіон, покінчили з собою в лісі). Після падіння влади Робесп'єра він знову висунувся на перший план. Але, початок реакції відновив нові переслідування. Французька директорія призначила його в консульство в Палермо, однак передчасна смерть зашкодила йому вступити на посаду.

## Творчість
Луве найбільш прославився як автор роману «Любовні пригоди шевальє де Фобласа» (фр. Les amours du chevalier de Faublas), друкувався частинами в 1787—1790). Роман було написано ним у ранній молодості. Величезний успіх роману стався через його еротичну фабулу, сміливі факти та епізоди. Прототипом головної героїні була кохана Луве, з якою він згодом одружився. Другий його роман, «Емілія де Вармон», пропагує дозвіл розлучення шлюбу і священиків.